# Elizabeth Alexander (aktorka)
Elizabeth Alexander (ur. 21 sierpnia 1952 w Adelaide) – australijska aktorka filmowa, telewizyjna i teatralna; najbardziej znana jest z roli dr Alison Newell w serialu All Saints.